# Lijst van burgemeesters van Papendrecht
Dit is een lijst van burgemeesters van de Nederlandse gemeente Papendrecht in de provincie Zuid-Holland.
| Ambtsperiode | Naam burgemeester  | Partij of stroming | Bijzonderheden |
| ------------ | ------------------ | ------------------ | --- |
| 1817 - 1856  | P. Wapperom Jz.    |                    | |
| 1856 - 1870  | J.C. Singels       |                    | |
| 1870 - 1904  | A. Bonten Nz.      |                    | |
| 1905 - 1924  | N. Bonten Az.      |                    | |
| 1924 - 1945  | P. van Rees        | ARP                | in 1942 was H. Popping (burgemeester van Sliedrecht) waarnemend burgemeester van Papendrecht, in 1945 werd Van Rees geschorst waarna G. Baldé als waarnemer optrad |
| 1947 - 1966  | P.J. Keijzer       |                    | |
| 1966 - 1987  | Marius Soetendal   | ARP / CDA          | |
| 1987 - 1995  | Ronald Bandell     | PPR / PvdA         | |
| 1996 - 2001  | Liesbeth Tuijnman  | VVD                | |
| 2001 - 2016  | Kees de Bruin      | VVD                | |
| 2016 - 2021  | Aart-Jan Moerkerke | VVD                | |
| 2021 - 2023  | Annemiek Jetten    | PvdA               | waarnemend |
| 2023 - heden | Margreet van Driel | partijloos         | |